# Atalanta Bergamasca Calcio 1971-1972
Questa pagina raccoglie i dati riguardanti l'Atalanta Bergamasca Calcio nelle competizioni ufficiali della stagione 1971-1972.

## Stagione
Il campionato si svolge nel migliore dei modi per i neroazzurri che, spinti dall'entusiasmo dei giovani e dei tifosi, riescono a centrare la salvezza con ben tre giornate d'anticipo. 
In Coppa Italia il cammino dell'Atalanta si interrompe al primo turno a gironi, nel gruppo 6 vinto dalla Lazio. 
Miglior marcatore stagionale atalantino è stato Sergio Magistrelli autore di 13 reti, di cui 7 in campionato, 1 in Coppa Italia e 5 nel torneo Anglo-Italiano. 
Nella Coppa Anglo-Italiana, ai neroazzurri non sono sufficienti due vittorie e un pareggio. La sconfitta patita contro il Leicester le impedisce di essere la migliore squadra italiana. Grazie ad una sola rete fatta in più la Roma accede alla finale.

## Organigramma societario
Area direttiva
- Presidente: Achille Bortolotti
- Vice presidente: Vittorio Urio
- Amministratore delegato: Sergio Nessi

Area organizzativa
- Segretario generale: Giacomo Randazzo

Area tecnica
- Direttore sportivo: Franco Previtali
- Allenatore: Giulio Corsini
- Allenatore in seconda: Angelo Piccioli

Area sanitaria
- Medico sociale: Giancarlo Gipponi
- Massaggiatore: Renzo Cividini

## Rosa
| N. |                   | Ruolo | Calciatore         |
| -- | ----------------- | ----- | ------------------ |
|    | Italia (bandiera) | P     | Pietro Pianta      |
|    | Italia (bandiera) | P     | Antonio Rigamonti  |
|    | Italia (bandiera) | P     | Luciano Bodini     |
|    | Italia (bandiera) | D     | Bruno Divina       |
|    | Italia (bandiera) | D     | Antonio Maggioni   |
|    | Italia (bandiera) | D     | Enea Moruzzi       |
|    | Italia (bandiera) | D     | Antonio Percassi   |
|    | Italia (bandiera) | D     | Giancarlo Savoia   |
|    | Italia (bandiera) | D     | Giovanni Vavassori |
|    | Italia (bandiera) | C     | Ottavio Bianchi    |

| N. |                   | Ruolo | Calciatore          |
| -- | ----------------- | ----- | ------------------- |
|    | Italia (bandiera) | C     | Giuseppe Doldi      |
|    | Italia (bandiera) | C     | Innocenzo Donina    |
|    | Italia (bandiera) | C     | Lamberto Leonardi   |
|    | Italia (bandiera) | C     | Gianfranco Leoncini |
|    | Italia (bandiera) | C     | Giovanni Pirola     |
|    | Italia (bandiera) | C     | Giovanni Sacco      |
|    | Italia (bandiera) | A     | Giovanni Ferradini  |
|    | Italia (bandiera) | A     | Sergio Magistrelli  |
|    | Italia (bandiera) | A     | Emiliano Mondonico  |
|    | Italia (bandiera) | A     | Adelio Moro         |

## Risultati

### Serie A

#### Girone di andata
| Arbitro: | Gialluisi (Barletta) |

|                                   |           |  |
| Mazzola 15’ Boninsegna 89’ (rig.) | Marcatori |  |

| Arbitro: | Ciacci (Firenze) |

|                          |           |          |
| Moro 16’ Magistrelli 58’ | Marcatori | 63’ Riva |

| Arbitro: | Michelotti (Parma) |

|            |           |  |
| Haller 27’ | Marcatori |  |

| Arbitro: | Lattanzi (Roma) |

|                                           |           |              |
| Moro 54’ (rig.) Doldi 75’ Magistrelli 85’ | Marcatori | 89’ N. Scala |

| Arbitro: | Bernardis (Roma) |

|                     |           |  |
| Rigamonti 1’ (aut.) | Marcatori |  |

| Arbitro: | Calì (Roma) |

|             |           |                                     |
| Bianchi 42’ | Marcatori | 18’ Faloppa 44’ Ciccolo 54’ Damiani |

| Arbitro: | Panzino (Catanzaro) |

|                   |           |  |
| Suarez 86’ (rig.) | Marcatori |  |

| Arbitro: | Trono (Torino) |

|          |           |  |
| Moro 27’ | Marcatori |  |

| Arbitro: | Lattanzi (Roma) |

|                      |           |                  |
| Vavassori 37’ (aut.) | Marcatori | 7’, 56’ Leonardi |

| Arbitro: | Barbaresco (Cormons) |

|                |           |  |
| Magistrelli 6’ | Marcatori |  |

| Bergamo 26 dicembre 1971 11ª giornata | Atalanta        | 0 – 0 | Torino | Stadio Comunale\| Arbitro: \| Serafino (Roma) \| |
| Arbitro:                              | Serafino (Roma) |       |        |                                                  |

| Arbitro: | Michelotti (Parma) |

|             |           |  |
| Liguori 20’ | Marcatori |  |

| Bergamo 9 gennaio 1972 13ª giornata | Atalanta        | 0 – 0 | Bologna | Stadio Comunale\| Arbitro: \| Giunti (Arezzo) \| |
| Arbitro:                            | Giunti (Arezzo) |       |         |                                                  |

| Arbitro: | Mascali (Desenzano del Garda) |

|              |           |  |
| Sogliano 62’ | Marcatori |  |

| Arbitro: | Bernardis (Roma) |

|                         |           |           |
| Sormani 5’ Altafini 77’ | Marcatori | 57’ Sacco |

#### Girone di ritorno
| Arbitro: | Serafino (Roma) |

|          |           |  |
| Moro 33’ | Marcatori |  |

| Arbitro: | Trinchieri (Reggio Emilia) |

|               |           |  |
| Riva 80’, 84’ | Marcatori |  |

| Bergamo 13 febbraio 1972 18ª giornata | Atalanta             | 0 – 0 | Juventus | Stadio Comunale\| Arbitro: \| Barbaresco (Cormons) \| |
| Arbitro:                              | Barbaresco (Cormons) |       |          |                                                       |

| Arbitro: | Bernardis (Roma) |

|                         |           |  |
| Clerici 35’ (rig.), 58’ | Marcatori |  |

| Arbitro: | Carminati (Milano) |

|                     |           |  |
| Moro 9’ (rig.), 83’ | Marcatori |  |

| Arbitro: | Reggiani (Bologna) |

|                |           |  |
| D. Fontana 51’ | Marcatori |  |

| Bergamo 19 marzo 1972 22ª giornata | Atalanta         | 0 – 0 | Sampdoria | Stadio Comunale\| Arbitro: \| Ciacci (Firenze) \| |
| Arbitro:                           | Ciacci (Firenze) |       |           |                                                   |

| Arbitro: | Porcelli (Lodi) |

|  |           |             |
|  | Marcatori | 64’ Bianchi |

| Bergamo 2 aprile 1972 24ª giornata | Atalanta         | 0 – 0 | Verona | Stadio Comunale\| Arbitro: \| Gonella (Torino) \| |
| Arbitro:                           | Gonella (Torino) |       |        |                                                   |

| Arbitro: | Lattanzi (Roma) |

|            |           |                     |
| Busatta 4’ | Marcatori | 56’ (aut.) Zuccheri |

| Arbitro: | Angonese (Mestre) |

|              |           |  |
| Rampanti 52’ | Marcatori |  |

| Arbitro: | Barbaresco (Cormons) |

|                 |           |                   |
| Magistrelli 47’ | Marcatori | 58’ (aut.) Divina |

| Arbitro: | Lattanzi (Roma) |

|                    |           |                 |
| Savoldi 66’ (rig.) | Marcatori | 36’ Magistrelli |

| Arbitro: | Giunti (Arezzo) |

|  |           |           |
|  | Marcatori | 55’ Bigon |

| Arbitro: | Calì (Roma) |

|                                 |           |              |
| Bianchi 8’ Magistrelli 10’, 50’ | Marcatori | 52’ Altafini |

### Coppa Italia girone 6
| Arbitro: | Ciacci (Firenze) |

|               |           |  |
| Innocenti 68’ | Marcatori |  |

| Bergamo 5 settembre 1971 2ª giornata | Atalanta       | 0 – 0 | Lazio | Stadio Comunale\| Arbitro: \| Trono (Torino) \| |
| Arbitro:                             | Trono (Torino) |       |       |                                                 |

| 8 settembre 1971 3ª giornata |  | – |  |  |

| Arbitro: | Francescon (Padova) |

|            |           |                |
| Cucchi 58’ | Marcatori | 9’ Magistrelli |

| Bergamo 19 settembre 1961 5ª giornata | Atalanta                    | 0 – 0 | Roma | Stadio Comunale\| Arbitro: \| Moretto (San Donà di Piave) \| |
| Arbitro:                              | Moretto (San Donà di Piave) |       |      |                                                              |

### Coppa Anglo-Italiana
| Arbitro: | Thomas |

|                                    |           |                       |
| Doldi 78’ Moro 81’ Magistrelli 91’ | Marcatori | 13’ Lathan 40’ Watson |

| Arbitro: | Smith |

|                                            |           |                                           |
| Magistrelli 23’, 57’, 85’, 91’ Bianchi 73’ | Marcatori | 33’ Weller 56’ Sammels 84’ (aut.) Moruzzi |

| Sunderland 7 giugno 1972 3ª giornata | Sunderland | 0 – 0 | Atalanta | Roker Park\| Arbitro: \| Serafino \| |
| Arbitro:                             | Serafino   |       |          |                                      |

| Arbitro: | Trinchieri |

|                                                                         |           |  |
| Maggioni 18’ (aut.) Nish 35’ Sammels 56’ Weller 63’, 73’ Farrington 65’ | Marcatori |  |

## Statistiche

### Statistiche di squadra
| Competizione         | Punti | In casa | In casa | In casa | In casa | In casa | In casa | In trasferta | In trasferta | In trasferta | In trasferta | In trasferta | In trasferta | Totale | Totale | Totale | Totale | Totale | Totale | DR |
| Competizione         | Punti | G       | V       | N       | P       | Gf      | Gs      | G            | V            | N            | P            | Gf           | Gs           | G      | V      | N      | P      | Gf     | Gs     | DR |
| -------------------- | ----- | ------- | ------- | ------- | ------- | ------- | ------- | ------------ | ------------ | ------------ | ------------ | ------------ | ------------ | ------ | ------ | ------ | ------ | ------ | ------ | -- |
| Serie A              | 26    | 15      | 7       | 6       | 2       | 15      | 8       | 15           | 2            | 2            | 11           | 6            | 18           | 30     | 9      | 8      | 13     | 21     | 26     | -5 |
| Coppa Italia         |       | 2       | 0       | 2       | 0       | 0       | 0       | 2            | 0            | 1            | 1            | 1            | 2            | 4      | 0      | 3      | 1      | 1      | 2      | -1 |
| Coppa Anglo-Italiana |       | 2       | 2       | 0       | 0       | 8       | 5       | 2            | 0            | 1            | 1            | 0            | 6            | 4      | 2      | 1      | 1      | 8      | 11     | -3 |

### Statistiche dei giocatori
| Giocatore      | Serie A  | Serie A | Coppa Italia | Coppa Italia | Coppa Anglo-Italiana | Coppa Anglo-Italiana | Totale   | Totale |
| Giocatore      | Presenze | Reti    | Presenze     | Reti         | Presenze             | Reti                 | Presenze | Reti   |
| -------------- | -------- | ------- | ------------ | ------------ | -------------------- | -------------------- | -------- | ------ |
| O. Bianchi     | 30       | 3       | 2            | 0            | 3                    | 1                    | 35       | 4      |
| Chigioni       | 0        | 0       | 0            | 0            | 1                    | 0                    | 1        | 0      |
| M. Cozzani     | 0        | 0       | 2            | 0            | 0                    | 0                    | 2        | 0      |
| B. Divina      | 30       | 0       | 4            | 0            | 4                    | 0                    | 38       | 0      |
| G. Doldi       | 19       | 1       | 4            | 0            | 2                    | 1                    | 25       | 2      |
| I. Donina      | 0        | 0       | 1            | 0            | 0                    | 0                    | 1        | 0      |
| G. Ferradini   | 7        | 0       | 0            | 0            | 4                    | 0                    | 11       | 0      |
| L. Leonardi    | 15       | 2       | 2            | 0            | 2                    | 0                    | 19       | 2      |
| G. Leoncini    | 28       | 0       | 3            | 0            | 3                    | 0                    | 34       | 0      |
| A. Maggioni    | 24       | 0       | 2            | 0            | 4                    | 0                    | 30       | 0      |
| S. Magistrelli | 30       | 7       | 4            | 1            | 4                    | 5                    | 38       | 13     |
| E. Mondonico   | 2        | 0       | 0            | 0            | 0                    | 0                    | 2        | 0      |
| A. Moro        | 21       | 6       | 4            | 0            | 3                    | 1                    | 28       | 7      |
| E. Moruzzi     | 11       | 0       | 0            | 0            | 3                    | 0                    | 14       | 0      |
| A. Percassi    | 0        | 0       | 0            | 0            | 2                    | 0                    | 2        | 0      |
| P. Pianta      | 13       | 0       | 1            | 0            | 4                    | 0                    | 18       | 0      |
| G. Pirola      | 18       | 0       | 3            | 0            | 4                    | 0                    | 25       | 0      |
| A. Rigamonti   | 17       | 0       | 3            | 0            | 0                    | 0                    | 20       | 0      |
| G. Sacco       | 27       | 1       | 4            | 0            | 4                    | 0                    | 35       | 1      |
| G. Savoia      | 29       | 0       | 4            | 0            | 2                    | 0                    | 35       | 0      |
| A. Valdinoci   | 0        | 0       | 1            | 0            | 0                    | 0                    | 1        | 0      |
| G. Vavassori   | 29       | 0       | 4            | 0            | 0                    | 0                    | 33       | 0      |